# Арунас Жебрюнас
Вітаутас-Арунас Жебрюнас (лит. Vytautas Arūnas Žebriūnas; 8 серпня 1930, Каунас — 9 вересня 2013, Вільнюс) — радянський литовський кінорежисер і сценарист. Заслужений митець Литовської РСР (1979). Лауреат Державної премії Литовської РСР (1960), Національної премії Литви з культури та мистецтва (2011).

## Біографія
До того, як прийти в кіно, Арунас Жебрюнас був архітектором та художником. У 1955 році закінчив Художній інститут у Вільнюсі (нині Вільнюська художня академія) з дипломом архітектора. У кіно починав працювати як художник кінофільмів «Юлюс Яноніс» (1959). Перша режисерська робота — фільм «Останній постріл» (1960).
У 1961—1962 роках стажувався на кіностудії «Мосфільм» у режисера Михайла Ромма. У 1977—1978 роках викладав кінорежисуру на Вищих курсах сценаристів та режисерів. У 1988 став членом Ініціативної групи Литовського руху за перебудову, в 1988—1990 роках був членом ради Сейму Саюдіса.
У 1989—2000 роках Жебрюнас викладав у Литовській академії музики (до 1992 року Литовська державна консерваторія); доцент (1994).
Помер 9 вересня 2013 року. Урна з прахом похована на Антакальніському цвинтарі у Вільнюсі.
Був одружений. Дочка Моніка (нар. 28 липня 1966 р.) у дитинстві знялася у батька у фільмі «Пригоди Калле-сищика», зараз відома як художниця, проживає в США. Моніка одружена з Девідом Едгаром, виховує двох дочок: Софію та Мінію.